# Lista de canções gravadas por Lana Del Rey
Elizabeth Grant  é uma cantora-compositora americana  e  que escreveu e gravou material, sob os nomes de Lizzy Grant e Lana Del Rey, por dois álbuns de estúdio: Lana Del Ray A.K.A. Lizzy Grant (2010) e Born to Die (2012). A música de Del Rey tem sido notado por seu som cinematográfica e suas referências a vários aspectos da cultura pop americana, especialmente a de 1950 e 1960 música americana.

## Canções lançadas
| Título                                         | Artista(s)   | Compositor(es)                                                                   | Álbum                            | Ano       | Ref.        |
| ---------------------------------------------- | ------------ | -------------------------------------------------------------------------------- | -------------------------------- | --------- | ----------- |
| "American"                                     | Lana Del Rey | Elizabeth Grant Emile Haynie Rick Nowels                                         | Paradise (EP)                    | 2012      | [ 2 ]       |
| "Bel Air"                                      | Lana Del Rey | Elizabeth Grant Dan Heath                                                        | Paradise (EP)                    | 2012      | [ 2 ]       |
| "Blue Jeans"                                   | Lana Del Rey | Elizabeth Grant Emile Haynie Dan Heath                                           | Born to Die                      | 2012      | [ 3 ]       |
| "Blue Velvet"                                  | Lana Del Rey | Bernie Wayne Lee Morris                                                          | Paradise (EP)                    | 2012      | [ 4 ]       |
| "Body Electric"                                | Lana Del Rey | Elizabeth Grant Rick Nowels                                                      | Paradise                         | 2012      | [ 2 ]       |
| "Born to Die"                                  | Lana Del Rey | Elizabeth Grant Justin Parker                                                    | Born to Die                      | 2012      | [ 5 ]       |
| "Brite Lites"                                  | Lizzy Grant  | Elizabeth Grant                                                                  | Lana Del Ray A.K.A. Lizzy Grant  | 2010      | [ 6 ]       |
| "Burning Desire"                               | Lana Del Rey | Elizabeth Grant Justin Parker                                                    | Paradise (EP)                    | 2012      | [ 2 ]       |
| "Carmen"                                       | Lana Del Rey | Elizabeth Grant Justin Parker                                                    | Born to Die                      | 2012      | [ 5 ]       |
| "Chet Baker" [Live]                            | Lana Del Rey | Gustaf Norén Björn Dixgård                                                       | Above and Beyond – MTV Unplugged | 2010      | [ 7 ]       |
| "Cola"                                         | Lana Del Rey | Elizabeth Grant Rick Nowels                                                      | Paradise (EP)                    | 2012      | [ 2 ] [ 8 ] |
| "Dark Paradise"                                | Lana Del Rey | Elizabeth Grant Rick Nowels                                                      | Born to Die                      | 2012      | [ 5 ]       |
| "Dayglo Reflection"                            | Lana Del Rey | Damon Albarn Sam Cooke Elizabeth Grant Harold Payne Richard Russell Bobby Womack | The Bravest Man in the Universe  | 2012      | [ 9 ]       |
| "Diet Mountain Dew"                            | Lana Del Rey | Elizabeth Grant Mike Daly                                                        | Born to Die                      | 2012      | [ 5 ]       |
| "For K Part 2"                                 | Lizzy Grant  | Elizabeth Grant                                                                  | Lana Del Ray A.K.A. Lizzy Grant  | 2010      | [ 6 ]       |
| "Gloria" [Live]                                | Lana Del Rey | Gustaf Norén Björn Dixgård                                                       | Above and Beyond – MTV Unplugged | 2010      | [ 7 ]       |
| "Gods and Monsters"                            | Lana Del Rey | Elizabeth Grant Tim Larcombe                                                     | Paradise (EP)                    | 2012      | [ 2 ]       |
| "Gramma (Blue Ribbon Sparkler Trailer Heaven)" | Lizzy Grant  | Elizabeth Grant David Kahne                                                      | Kill Kill                        | 2008      | [ 10 ]      |
| "Jump"                                         | Lizzy Grant  | Elizabeth Grant                                                                  | Lana Del Ray A.K.A. Lizzy Grant  | 2010      | [ 6 ]       |
| "Kill Kill"                                    | Lizzy Grant  | Elizabeth Grant                                                                  | Kill Kill                        | 2008      | [ 10 ]      |
| "Lolita"                                       | Lana Del Rey | Elizabeth Grant Liam Howe Hannah Robinson                                        | Born to Die                      | 2012      | [ 5 ]       |
| "Lucky Ones"                                   | Lana Del Rey | Elizabeth Grant Rick Nowels                                                      | Born to Die                      | 2012      | [ 5 ]       |
| "Mermaid Motel"                                | Lizzy Grant  | Elizabeth Grant                                                                  | Lana Del Ray A.K.A. Lizzy Grant  | 2010      | [ 6 ]       |
| "Million Dollar Man"                           | Lana Del Rey | Elizabeth Grant Chris Braide                                                     | Born to Die                      | 2012      | [ 5 ]       |
| "National Anthem"                              | Lana Del Rey | Elizabeth Grant Justin Parker The Nexus                                          | Born to Die                      | 2012      | [ 5 ]       |
| "Off to the Races"                             | Lana Del Rey | Elizabeth Grant Tim Larcombe                                                     | Born to Die                      | 2012      | [ 5 ]       |
| "Oh Say Can You See"                           | Lizzy Grant  | Elizabeth Grant                                                                  | Lana Del Ray A.K.A. Lizzy Grant  | 2010      | [ 6 ]       |
| "Pawn Shop Blues"                              | Lizzy Grant  | Elizabeth Grant David Kahne                                                      | Lana Del Ray A.K.A. Lizzy Grant  | 2010      | [ 11 ]      |
| "Put Me in a Movie"                            | Lizzy Grant  | Elizabeth Grant                                                                  | Lana Del Ray A.K.A. Lizzy Grant  | 2010      | [ 6 ]       |
| "Queen of the Gas Station"                     | Lizzy Grant  | Elizabeth Grant David Kahne                                                      | Lana Del Ray A.K.A. Lizzy Grant  | 2010      | [ 12 ]      |
| "Radio"                                        | Lana Del Rey | Elizabeth Grant Justin Parker                                                    | Born to Die                      | 2012      | [ 5 ]       |
| "Raise Me Up (Mississippi South)"              | Lizzy Grant  | Elizabeth Grant                                                                  | Lana Del Ray A.K.A. Lizzy Grant  | 2010      | [ 6 ]       |
| "Ride"                                         | Lana Del Rey | Elizabeth Grant Justin Parker                                                    | Paradise (EP)                    | 2012      | [ 2 ]       |
| "Smarty"                                       | Lizzy Grant  | Elizabeth Grant David Kahne                                                      | Lana Del Ray A.K.A. Lizzy Grant  | 2010      | [ 13 ]      |
| "Spender"                                      | Lana Del Rey | Smiler                                                                           | All I Know                       | 2012      | [ 14 ]      |
| "Summertime Sadness"                           | Lana Del Rey | Elizabeth Grant Rick Nowels                                                      | Born to Die                      | 2012      | [ 5 ]       |
| "This Is What Makes Us Girls"                  | Lana Del Rey | Elizabeth Grant Tim Larcombe Jim Irvin                                           | Born to Die                      | 2012      | [ 5 ]       |
| "Video Games"                                  | Lana Del Rey | Elizabeth Grant Justin Parker                                                    | Born to Die                      | 2012      | [ 5 ]       |
| "Without You"                                  | Lana Del Rey | Elizabeth Grant Sacha Skarbek                                                    | Born to Die                      | 2012      | [ 5 ]       |
| "Yayo"                                         | Lana Del Rey | Elizabeth Grant                                                                  | Kill Kill Paradise (EP)          | 2008 2012 | [ 2 ]       |